# Mec art
Mec art (francouzsky Mec'art, zkratka Mechanical Art) je zkratka pro Mechanické umění a označuje umělecká díla vzniklá mechanickou nebo fotografickou reprodukcí.

## Historie
Umělecké využití této reprodukční techniky začalo v New Yorku roku 1961, když byl kreativním způsobem adaptován proces přenosu fotografie pomocí sítotisku, užívaný do té doby průmyslovými designéry a grafiky. 
Roku 1962 Andy Warhol vystavil svou první sérii Campbellových polévek v Los Angeles a New Yorku. Vyloučil jakékoli subjektivní a manuální zásahy do obrazu, kromě jeho zvětšení, opakování a zmnožení. Ve stejné době použil Robert Rauschenberg fotografické frotáže svých kreseb.
V Evropě představoval Mec art (1963) jakékoli mechanické přenesení dvourozměrného obrazu do fotografické emulze na plátně, přenos sítotiskem nebo velkoplošný tisk na plátno nebo plast. Manifest Mec artu vydal roku 1965 francouzský teoretik umění Pierre Restany při příležitosti výstavy na počest vynálezce fotografie Nicéphora Niépce (Hommage à Nicéphore Niepce).

### Hlavní představitelé
- Alain Jacquet
- Mimmo Rotella
- Pol Bury
- Éric Beynon
- Gianni Bertini
- Yehuda Neiman
- Serge Bèguier
- Nikos
- Mariani
- Aldo Tagliaferro
- Elio Mariani
- Bruno di Bello
- Elisa Magri